# Ткачев, Александр Васильевич (шахматист)
Александр Васильевич Ткачев (род. 18 декабря 1969, Тула, Тульская область) — российский шахматист, мастер ФИДЕ (2008), исполнительный директор Федерации шахмат России, международный арбитр ФИДЕ категории «А» (2008), международный организатор (2011), лектор Международной шахматной федерации по вопросам спортивного судейства, арбитража и организации международных спортивных соревнований.
Арбитр Кубка мира 2021. Главный судья суперфиналов чемпионата России (2010, 2020). Арбитр чемпионата мира по рапиду и блицу 2019; на чемпионате 2018 года — заместитель главного арбитра. Многократный организатор чемпионатов России и международных турниров Аэрофлот Опен.

## Биография
Начал трудовую деятельность в сентябре 1989 года в должности тренера-преподавателя по виду спорта шахматы в детско-юношеской спортивной школе № 4 города Тулы. Ученики Ткачева становились чемпионами России и Европы.
В период с сентября 2005 года по сентябрь 2012 года в должности директора возглавлял Государственное образовательное учреждение дополнительного образования детей «Тульская областная детско-юношеская спортивная школа по шахматам», учредителем которого являлся комитет Тульской области по физической культуре, спорту и туризму.
С 2010 года работал в Российской шахматной федерации (РШФ) главой Технической дирекции.
В 2016 году по инициативе Ткачева был создан российский рейтинг. 31 марта РШФ объявила о начале обсчета российского рейтинга для всех шахматистов-граждан Российской Федерации.
В 2017 году выпустил книгу «Играйте по правилам!» под издательством РШФ, которая предназначена для арбитров и организаторов шахматных соревнований.
C начала 2023 года является исполнительным директором Федерации шахмат России (ФШР). 28 февраля ФШР первой из всех российских спортивных федераций перешла из Европы в Азию — была принята в состав Азиатской шахматной федерации (ACF).

## Награды и звания
- Звание «Международный арбитр» (англ. FIDE International Arbiter) присвоено в 2008 году на конгрессе ФИДЕ в Дрездене.
- Звание «Международный организатор» (англ. FIDE International Organizer) присвоено в 2011 году на конгрессе ФИДЕ в Кракове[10].
- Почётный знак Минспорта РФ «За заслуги в развитии физической культуры и спорта» (2021)[5][11].
- Юбилейная медаль Минспорта, посвящённая 100-летию образования государственного органа управления в сфере физической культуры и спорта (2023)[12].
- Медаль ордена «За заслуги перед отечеством» II степени (2024)[13].

## Книги
- Ткачев А. В. Играйте по правилам! Правила вида спорта «Шахматы». — 1-е изд. — М.: Российская шахматная федерация, 2017. — 128 с. — ISBN 978-5-9500588-8-2.